# Чагары
Чагары (укр. Чагарі) — село в Васильковецкой сельской общине Чортковского района Тернопольской области Украины.
До 2020 года входило в Гусятинский район.
Код КОАТУУ — 6121683004. Население по переписи 2001 года составляло 276 человек.

## Географическое положение
Село Чагары находится на правом берегу реки Ничлава,
ниже по течению на расстоянии в 2 км расположено село Коцюбинцы, на противоположном берегу — село Крогулец. Через село проходит автомобильная дорога Т-2011. Рядом проходит железная дорога, станция Кругулец в 2-х км.

## История
- 1802 год — дата основания.